# Bouchardius nigerrimus
Bouchardius nigerrimus är en skalbaggsart som beskrevs av Reé Michel Quentin och Jean François Villiers 1980. Bouchardius nigerrimus ingår i släktet Bouchardius och familjen långhorningar.
Artens utbredningsområde är Niger. Inga underarter finns listade i Catalogue of Life.